# Byblis (mitologia)
Byblis (gr. Βυβλίς) – postać z mitologii greckiej, córka Miletosa i siostra Kaunosa.
Byblis pokochała kazirodczą miłością własnego brata. Gdy wyznała mu swoje uczucie, ten przerażony uciekł z Miletu i udał się do Karii, gdzie założył miasto nazwane jego imieniem. Zrozpaczona Byblis długo błąkała się po świecie, aż w końcu rzuciła się na ziemię i umarła z żałości (według innej wersji popełniła samobójstwo, wieszając się). Zdjęte litością nimfy zamieniły ją w źródło.